# クリス・レベンゾン
クリストファー・ジョン・"クリス"・レベンゾン（Christopher John "Chris" Lebenzon, 1953年10月29日 - ）は、アメリカ合衆国の編集技師。1976年から36作の映画を編集している。『トップガン』（1986年）と『クリムゾン・タイド』（1995年）でアカデミー編集賞にノミネートされた。『スウィーニー・トッド フリート街の悪魔の理髪師』（2007年）でエディー賞を受賞。
アメリカ映画編集者協会のメンバーである。

## フィルモグラフィ
- God Told Me To (1976)
- The Private Files of J. Edgar Hoover (1977)
- The Secret Life of Plants (1979)
- ウルフェン Wolfen (1981)
- A Breed Apart (1984)
- ときめきサイエンス Weird Science (1985)
- Death of an Angel (1986)
- トップガン Top Gun (1986) - 第59回アカデミー賞編集賞ノミネート
- ビバリーヒルズ・コップ2 Beverly Hills Cop II (1987)
- ウィーズ Weeds (1987)
- ミッドナイト・ラン Midnight Run (1988)
- リベンジ Revenge (1990)
- デイズ・オブ・サンダー Days of Thunder (1990)
- ハドソン・ホーク Hudson Hawk (1991)
- バットマン リターンズ Batman Returns (1992)
- Josh and S.A.M. (1993)
- エド・ウッド Ed Wood (1994)
- クリムゾン・タイド Crimson Tide (1995) - 第68回アカデミー賞編集賞ノミネート
- マーズ・アタック! Mars Attacks! (1996)
- コン・エアー Con Air (1997)
- アルマゲドン Armageddon (1998)
- エネミー・オブ・アメリカ Enemy of the State (1998)
- スリーピー・ホロウ Sleepy Hollow (1999)
- 60セカンズ Gone in Sixty Seconds (2000)
- パール・ハーバー Pearl Harbor (2001)
- PLANET OF THE APES/猿の惑星 Planet of the apes (2001)
- トリプルX xXx (2002)
- 僕はラジオ Radio (2003)
- ビッグ・フィッシュ Big Fish (2003)
- チアガール VS テキサスコップ Man of the House (2005)
- チャーリーとチョコレート工場 Charlie and the Chocolate Factory (2005)
- ティム・バートンのコープスブライド Corpse Bride (2005)
- デジャヴ Deja Vu (2006)
- エラゴン 遺志を継ぐ者 Eragon (2006)
- スウィーニー・トッド フリート街の悪魔の理髪師 Sweeney Todd (2007) - エディー賞
- サブウェイ123 激突 The Taking of Pelham 1 2 3 (2009)
- アリス・イン・ワンダーランド Alice in Wonderland (2010) 兼製作総指揮
- アンストッパブル Unstoppable (2010)
- ダーク・シャドウ Dark Shadows (2012) 兼製作総指揮
- フランケンウィニー Frankenweenie (2012)
- マレフィセント Maleficent (2014)
- ジオストーム Geostorm (2017)